# Филемон
Филемон (грч. Φιλήμων; лат. Philemon) је старац из Фригије, који је са својом женом Баукидом погостио богове и зато је био божански награђен.

## Митологија

### Филемон и Баукида
Када су, бог Зевс и његов син Хермес, једном приликом шетали земљом преобучени у обичне људе, пред ноћ су се зауставили у једном богатом селу да себи пронађу преноћиште, али их нико није хтео примити и угостити. После дужег лутања угледали су отворена врата једне мале куће на брежуљку. У тој кући су живели Филемон и Баукида који су богове угостили скромном вечером - кобасицама, комадићима сира, јајима и салатом од ротквица, а као посластицу понудили су им саће меда и воће, а као пиће не баш старо вино. 
Та вечера није била гозба достојна богова, али, оно што је недостајало на столу, домаћини су надокнађивали својом љубазношћу. Када је понестало вина, богови су приметили да су домаћини забринути, и тада учинише да се врчеви сами напуне. Филемон и Баукида су били запрепашћени и тек тада спознали да пред собом имају богове, те их замолили да им опросте што су их тако сиромашно угостили. 
Баукида је тада брзо истрчала у двориште да закоље и спреми једину гуску која јој је остала, а када је за њом истрчао и Филемон, богови су их позвали да се са њима попну на сам врх брда. Са тог места су могли видети како богато и охоло село полако ишчезава у огромној воденој бујици. Вода није досегла само до куће Филемона и Баукиде, а потом се, пред њиховим очима мала и оронула кућица претворила у величанствен храм.
Богови су, после кажњавања села и спашавања двоје старих људи, понудили Филемону и Букаиди да им испуне још једну жељу. Филемон се посаветовао са својом женом Баукидом и замолио их да њих двоје постану чувари храма и да, када бог смрти дође по њих, одведе заједно у исти час. Богови су им испунили жељу и они су постали свештеници храма, а када је дошло време да напусте овоземаљски свет, тада су се истог часа претворили у два стабла на улазу у сам храм. Филемон је претворен у храст, а Баукида у липу.

## О Филемону и Баукиди
- Овидије - Метаморфозе
- Рембрант - Слика, „Филемон и Баукида“, 1638. година, Народна галерија у Вашингтону
- Рубенс - Слика, „Предео са Зевсом, Меркуром, Филемоном и Баукидом“, 1620. година, Уметничко историјски музеј у Бечу
- А. Алсхамер - Слика, „Јупитер и Меркур код Филемона и Баукиде“, 1600. година, Дрезденска галерија